# Longos Vales
Longos Vales es una freguesia portuguesa del concelho de Monção, con 12,04 km² de superficie y 1.101 habitantes (2001). Su densidad de población es de 91,4 hab/km².

## Galería

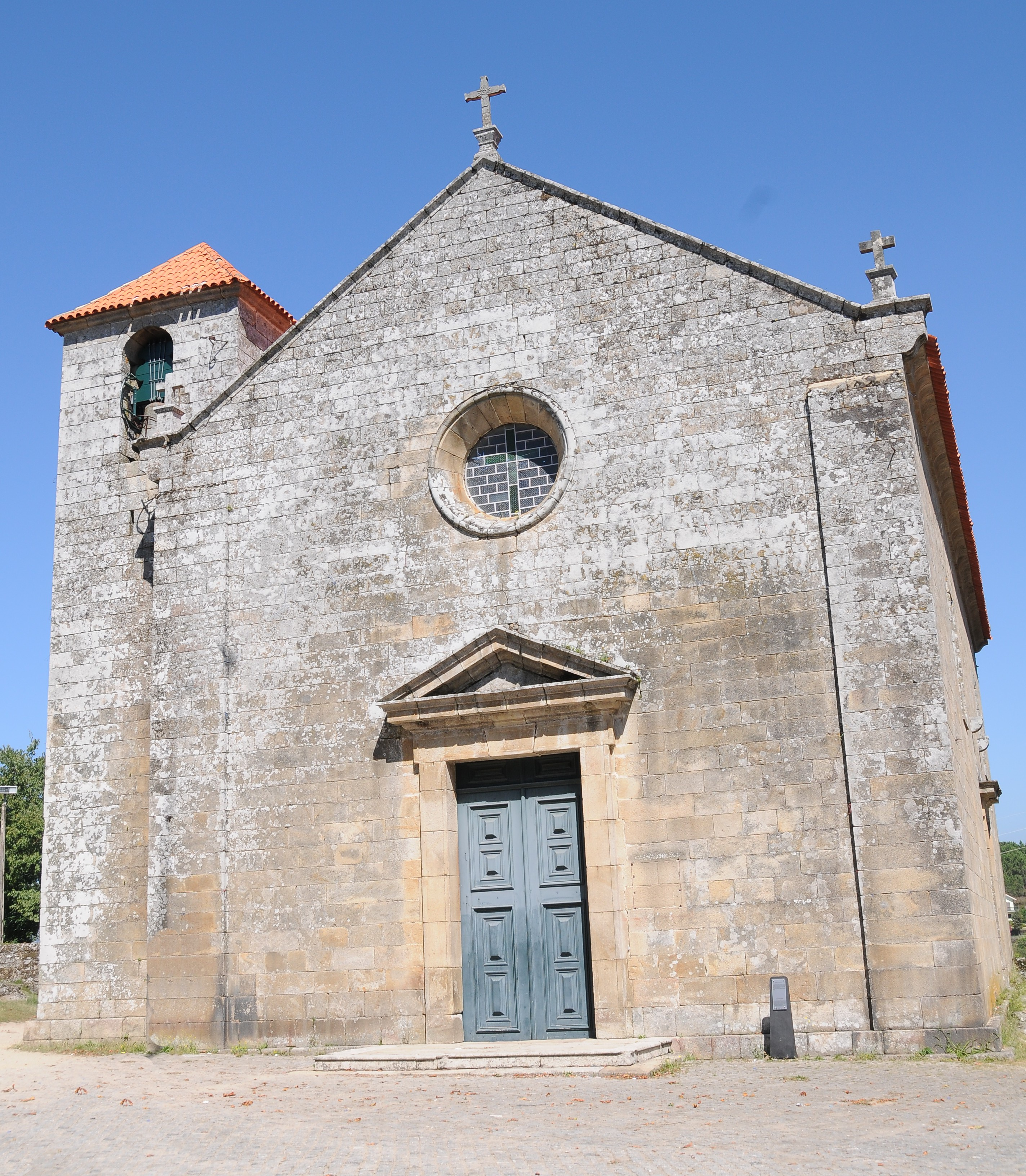
Iglesia de Longos Vales